# Ahmad Vahidi
Ahmad Vahidi (in persiano احمد وحیدی‎; Shiraz, 27 giugno 1958) è un politico e generale iraniano, comandante militare iraniano delle Guardie Rivoluzionarie, ministro della difesa dal 2009 al 2013 e ministro dell'interno dal 2021 al 2024.

## Biografia
Nel 1988 è stato nominato comandante delle forze speciali extraterritoriali Forza Quds. In precedenza è stato ministro della Difesa sotto il governo Mahmoud Ahmadinejad dal 3 settembre 2009 al 15 agosto 2013. Vahidi è presidente della Università Suprema di Difesa Nazionale dall'agosto 2016 ed è membro del Consiglio per il Discernimento dall'agosto 2017.